# Wustung bei Niederlamitz
Wustung bei Niederlamitz ist ein Gemeindeteil der Stadt Kirchenlamitz im Landkreis Wunsiedel im Fichtelgebirge (Oberfranken, Bayern).
Die Einöde Wustung liegt beim Bahnhof Kirchenlamitz-Ost am Ortsausgang von Niederlamitz in Richtung Dörflas bei Kirchenlamitz. Der Ort befindet sich am Waldrand unterhalb des Großen Kornbergs. Vor der Eingemeindung ins Stadtgebiet von Kirchenlamitz gehörten Wustung und Vorsuchhütte zu Niederlamitz.
Der Name Wustung deutet darauf hin, dass der Ort früher eine Wüstung war und dann wiederbesiedelt wurde. Historisch war es ein Hirschberger Gut nahe der Burg Hirschstein.